# Khử cực (sinh học)

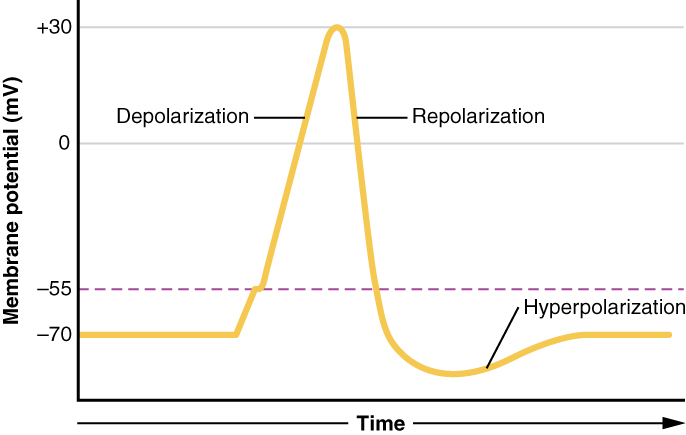
Điện thế hoạt động trong tế bào thần kinh, cho thấy sự khử cực, trong đó điện tích bên trong của tế bào trở nên ít âm hơn (dương hơn) và tái phân cực, trong đó điện tích bên trong trở về giá trị âm.

Trong sinh học, khử cực ("depolarization") nói về thay đổi trong một tế bào, trong đó tế bào trải qua một sự thay đổi trong phân phối điện tích, dẫn đến điện tích sẽ ít âm (-) hơn trong tế bào. Khử cực là rất cần thiết cho chức năng của nhiều tế bào, cho hoạt động giao tiếp giữa các tế bào và các quá trình sinh lý tổng thể của một sinh vật.
Tiềm năng hành động trong tế bào thần kinh, cho thấy sự khử cực, trong đó điện tích bên trong của tế bào trở nên kém tiêu cực (tích cực hơn) và tái cực, trong đó điện tích bên trong trở về giá trị âm hơn.
Hầu hết các tế bào trong sinh vật bậc cao duy trì một môi trường nội bào với tích điện âm hơn nếu so với đến bên ngoài của tế bào. Sự khác biệt này được gọi là điện thế màng tế bào. Trong quá trình khử cực, điện tích âm ở bên trong tế bào sẽ tạm thời trở nên dương hơn (ít âm đi). Sự dịch chuyển từ điện thế âm sang một điện thế dương này xảy ra trong một số quá trình, bao gồm cả điện thế hoạt động. Trong điện thế hoạt động, sự khử cực lớn đến mức: chênh lệch điện thế trên màng tế bào đảo cực rất nhanh, lúc này bên trong tế bào lại trở thành tích điện dương.
Sự thay đổi điện tịch thường xảy ra do một dòng ion natri vào trong một tế bào, mặc dù nó có thể được trung gian bởi một dòng đi vào của bất kỳ loại cation hoặc dòng đi ra của bất kỳ loại anion. Ngược lại với sự khử cực được gọi là U phân cực (hyperpolarization).
Việc sử dụng thuật ngữ "khử cực" trong sinh học khác với việc sử dụng nó trong vật lý. Trong vật lý, nó đề cập đến các tình huống trong đó bất kỳ dạng phân cực nào thay đổi thành một giá trị bằng không.
Trong tiếng Anh, ngoài thuật ngữ "depolarization" để nói về khử cực, người ta cũng có thể dùng thuật ngữ "hypopolarization".